# Semana Santa in San Cristóbal de La Laguna
Die Karwoche, spanisch Semana Santa genannt, ist für gläubige Christen der Stadt San Cristóbal de La Laguna die wichtigste Woche des Jahres. In dieser Zeit finden in der Innenstadt von La Laguna neben anderen Veranstaltungen eine Vielzahl von Prozessionen statt.

## Geschichte

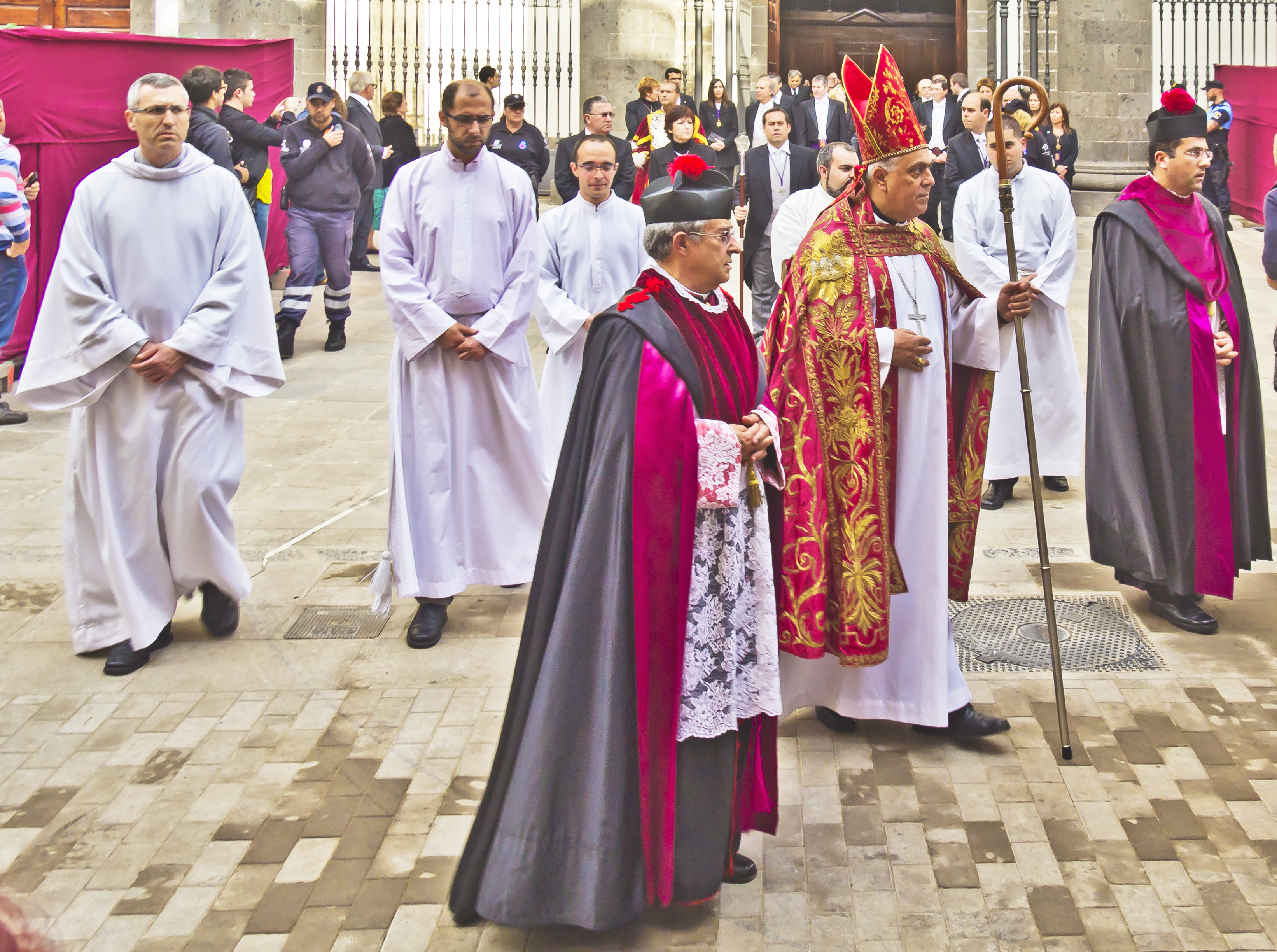
Der Bischof von La Laguna bei der Prozession an Karfreitag 2014

Prozessionen in der Karwoche, die von den Bruderschaften (Cofradía oder Hermandad) organisiert und bezahlt wurden, fanden in La Laguna bereits kurz nach der Gründung der Stadt im 16. Jahrhundert statt. Da die Stadt bis in das 19. Jahrhundert keinen Bischofssitz hatte, beschränkten sich die Prozessionen auf einzelne Pfarrbezirke. Später wurde die Kathedrale in die Prozessionsstrecken mit einbezogen. Im Jahr 1953 wurde die Junta de Hermandades y Cofradías gegründet. In dieser Vereinigung haben sich 26 Bruderschaften zusammengeschlossen mit dem Ziel, nicht nur die Aktivitäten in der Semana Santa auf einander abzustimmen, sondern auch andere Feierlichkeiten zusammen mit der Diözesanverwaltung zu organisieren. Eine weitere Aufgabe der Junta ist es, die Interessen der Bruderschaften gegenüber der Öffentlichkeit zu vertreten. Die Vereinigung veröffentlicht jedes Jahr eine umfangreiche Broschüre, in der nicht nur das Programm der aktuellen Semana Santa abgedruckt ist, sondern auch in einem redaktionellen Teil weitere Informationen gegeben werden.

## Aktivitäten
Die Aktivitäten im Zusammenhang mit der Semana Santa beginnen bereits vor der Karwoche und beschränken sich nicht ausschließlich auf religiöse Veranstaltungen.
Im Mittelpunkt stehen nach wie vor die nach einer Abendmahlsfeier stattfindenden Prozessionen. Darüber hinaus gibt es Musikveranstaltungen, Kunstausstellungen, Vorträge, Filmvorführungen, Dichterlesungen, einen Fotowettbewerb, Bastelstunden für Kinder, eine Sammlung nicht leicht verderblicher Lebensmittel für Bedürftige usw.
Die Vereinigung der Kanarischen Hotel-, Freizeit-, Dienstleistungs- und Handelsunternehmen (Federación Empresarial Canaria de Hostelería, Ocio, Servicio y Comercio, FECAO) führt in Zusammenarbeit mit dem Ausschuss der Bruderschaften (Junta de Hermandades y Cofradías) im Jahr 2014 bereits zum neunten Mal eine „Gastronomische Woche der Fastenzeit“ (Semana Gastronómica de Vigilia) durch. In dieser Gastronomischen Woche finden u. a. Weinproben von Weinen verschiedener Weingüter der Region und ein Wettbewerb um die besten Torrijas (Arme Ritter) statt.

## Ablauf
Während der Semana Santa bewegen sich täglich z. T. mehrere Prozessionszüge durch die Stadt. Start und Endpunkt sind die Kirchen, in denen die Bruderschaften, die die Prozessionen durchführen, ihren Sitz haben. Die Figuren der Pasos entstammen meist dem Bestand dieser Kirche oder der in dieser Kirche ansässigen Bruderschaft und sind teilweise nur in der Semana Santa für die Öffentlichkeit zugänglich. Die Karfreitagsprozession (Procesión Magna), und die Stille Prozession (Procesión del Silencio) die in der Nacht von Karfreitag auf Karsamstag stattfindet und an der alle Bruderschaften teilnehmen, haben ihren Ausgangspunkt an der Kathedrale.

## Pasos procesionales (Prozessionsmotive)
Pasos sind Skulpturen oder Skulpturengruppen mit ihren unterschiedlichen Gestellen, die in den Prozessionen mitgeführt werden. Bei den Skulpturen handelt es sich meist um aus Holz geschnitzte, farbig gefasste Figuren die mit wechselnden Textilien bekleidet und z. T. mit kostbaren Schmuckstücken versehen sind. Die Pasos werden zwei bis drei Wochen vor der Prozession zusammengestellt und auf den Transportgestellen dekoriert. Sie stehen in der Zwischenzeit in der Kirche von der die jeweilige Prozession ausgeht. Im Folgenden werden diese Pasos nach der zeitlichen Reihenfolge ihrer Einzelprozessionen dargestellt.

### Passionssonntag (5. Sonntag der Fastenzeit)

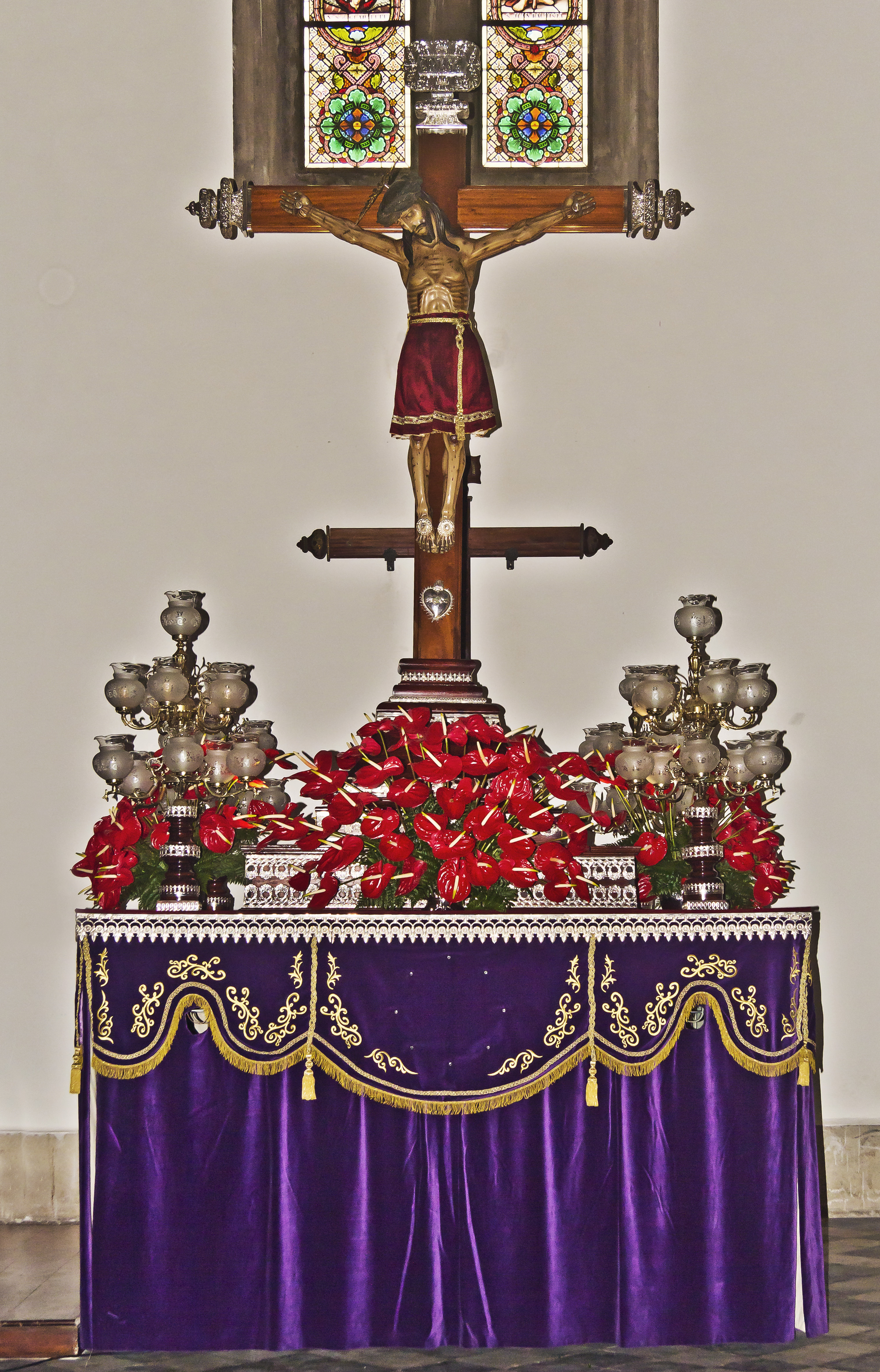
Paso del Cristo de Burgos

- Cristo del Buen Viaje oder Cristo del Rescate

Das Kruzifix stammt aus dem 16. Jahrhundert. Der Schöpfer ist nicht bekannt. Es wurde vermutlich 1558 für die Iglesia de la Concepción angeschafft und befindet sich auch heute noch in dieser Kirche.
Der Paso steht unter der Obhut der Cofradía del Santísimo Cristo del Rescate y Nuestra Señora de los Dolores. Die Feier mit der anschließenden Prozession findet um 11:00 Uhr in der Parroquia Matriz de Nuestra Señora de la Concepción statt.
- Cristo de Burgos

Die ursprüngliche Skulptur wurde um 1680 von dem Holzschnitzer Lázaro González geschaffen und von dem Maler Cristóbal Hernández gefasst. Dieses Werk wurde durch den Brand der Kirche San Agustin 1964 zerstört. Der Bildhauer und Restaurator Ezequiel de León Domínguez schuf eine dem Original sehr nahekommende Kopie. Das Kruzifix hängt in der Kathedrale. Der Paso steht unter der Obhut der Cofradía del Santísimo Cristo de Burgos y de Nuestra Señora de la Cinta. Die Feier mit der anschließenden Prozession findet um 18:30 Uhr in der Kathedrale statt.

### Freitag vor Palmsonntag
- Nuestra Señora de los Dolores

Die Figur der Señora de los Dolores genannt La Predilecta wurde von dem aus Gran Canaria stammenden Bildhauer und Architekten José Luján Pérez  geschaffen. Die mit Textilien bekleidete Skulptur steht in der Iglesia de la Concepción. Der Paso steht unter der Obhut der Cofradía del Santísimo Cristo del Rescate y Nuestra Señora de los Dolores. Die Feier mit der anschließenden Prozession findet um 18:30 Uhr in der Parroquia Matriz de Nuestra Señora de la Concepción statt.

### Palmsonntag
- Entrada de Jesús en Jerusalén

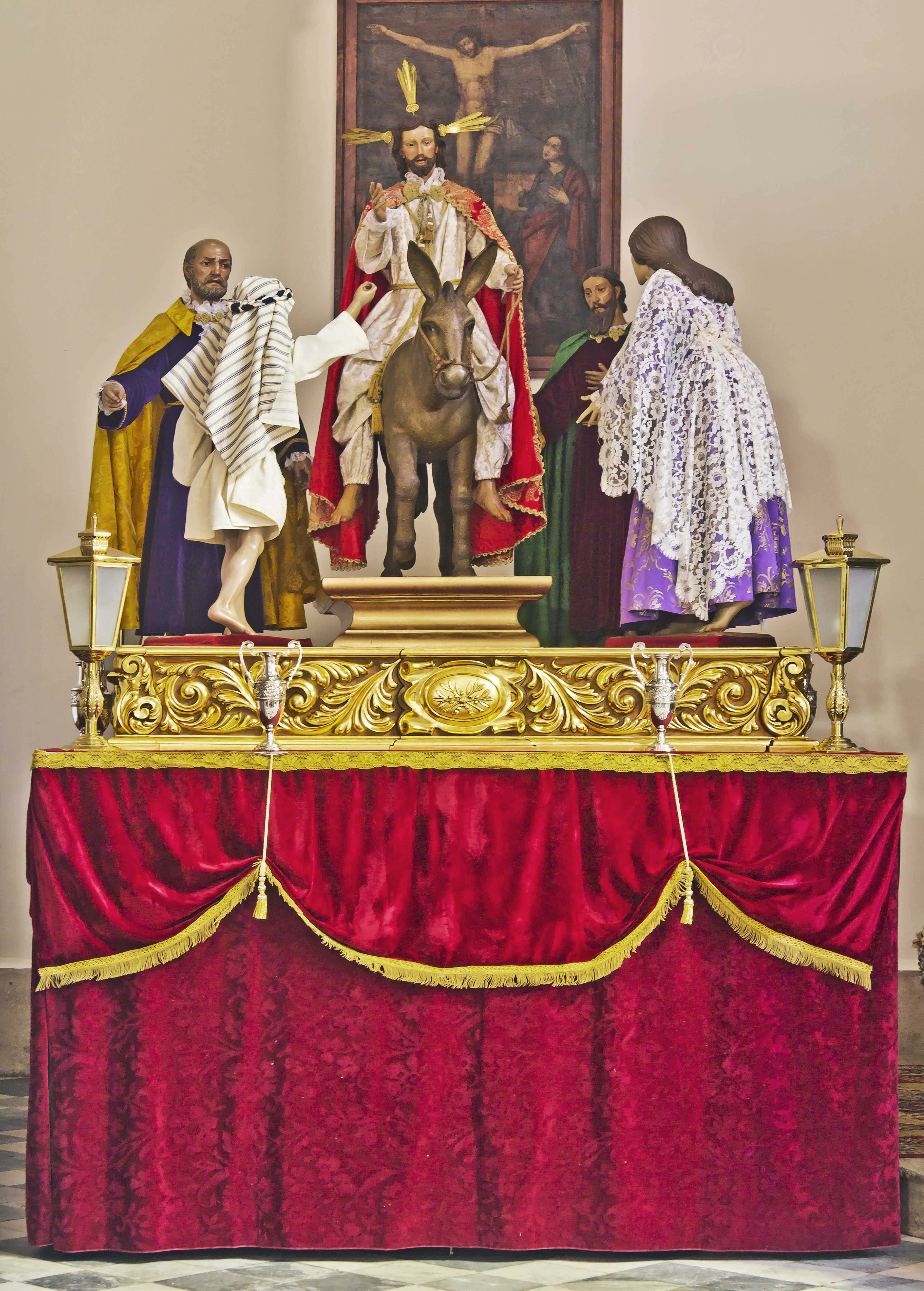
Paso Entrada de Jesús en Jerusalén

Die Gruppe die den Einzug Jesu in Jerusalem darstellt, besteht aus fünf mit Textilien bekleideten Skulpturen von Personen und der Skulptur des Esels. Die Figuren des Petrus, der Magdalena und eines Jungen stammen von Ezequiel de Léon Domínguez. Der Schöpfer der Skulptur des Andreas ist nicht bekannt. Die Christusfigur wurde von José Rodríguez de la Oliva, einem örtlichen Bildschnitzer, geschaffen. Die Gruppe ist nur während der Semana Santa zu sehen und steht sonst unzugänglich in der Kathedrale. Der Paso steht unter der Obhut der Cofradía de la Entrada de Jesús en Jerusalén. Bei der Palmsonntagsprozession wird die Gruppe von Kindern begleitet die „hebräisch“ gekleidet sind und Palmblätter in den Händen tragen. Die Feier mit der anschließenden Prozession findet um 12:00 Uhr in der Kathedrale statt.
- Nuestro Padre Jesús de la Sentencia

Die Christusfigur wurde von dem Bildhauer und Restaurator Ezequiel de Léon Domínguez geschaffen. Sie steht in der Kirche des Klosters Santa Catalina de Asis. Der Paso steht unter der Obhut der Real Hermandad y Cofradía de Nuestro Padre Jesús de la Sentencia y María Santísima de la Amargura.
Die Feier mit der anschließenden Prozession findet um 18:00 Uhr in der Parroquia Matriz de Nuestra Señora de la Concepción statt.
- María Santísima de la Amargura

Die Skulptur stammt von dem in Sevilla ansässigen Bildhauer Juan Ventura (Juan Antonio González García geb. 1954). Die Figur steht seit 1988 im Kloster Santa Clara. Der Paso steht unter der Obhut der Real Hermandad y Cofradía de Nuestro Padre Jesús de la Sentencia y María Santísima de la Amargura.
Die Feier mit der anschließenden Prozession findet um 18:00 Uhr in der Parroquia Matriz de Nuestra Señora de la Concepción statt.
- Cristo de las Caídas

Die Gruppe des Cristo de las Caídas besteht aus vier Skulpturen die von dem katalanischen Bildhauer Buchoaga geschaffen wurden. Die Figuren des Jesus von Nazaret, des Simon von Cyrene, des römischen Centurio und des Henkers sind aus der Parroquia de San Juan Bautista. Der Paso steht unter der Obhut der Cofradía del Cristo de las Caídas. Die Feier mit der anschließenden Prozession findet um 18:30 Uhr in der Parroquia de San Juan Bautista statt.

### Montag der Karwoche
- Cristo del Amor Misericordioso

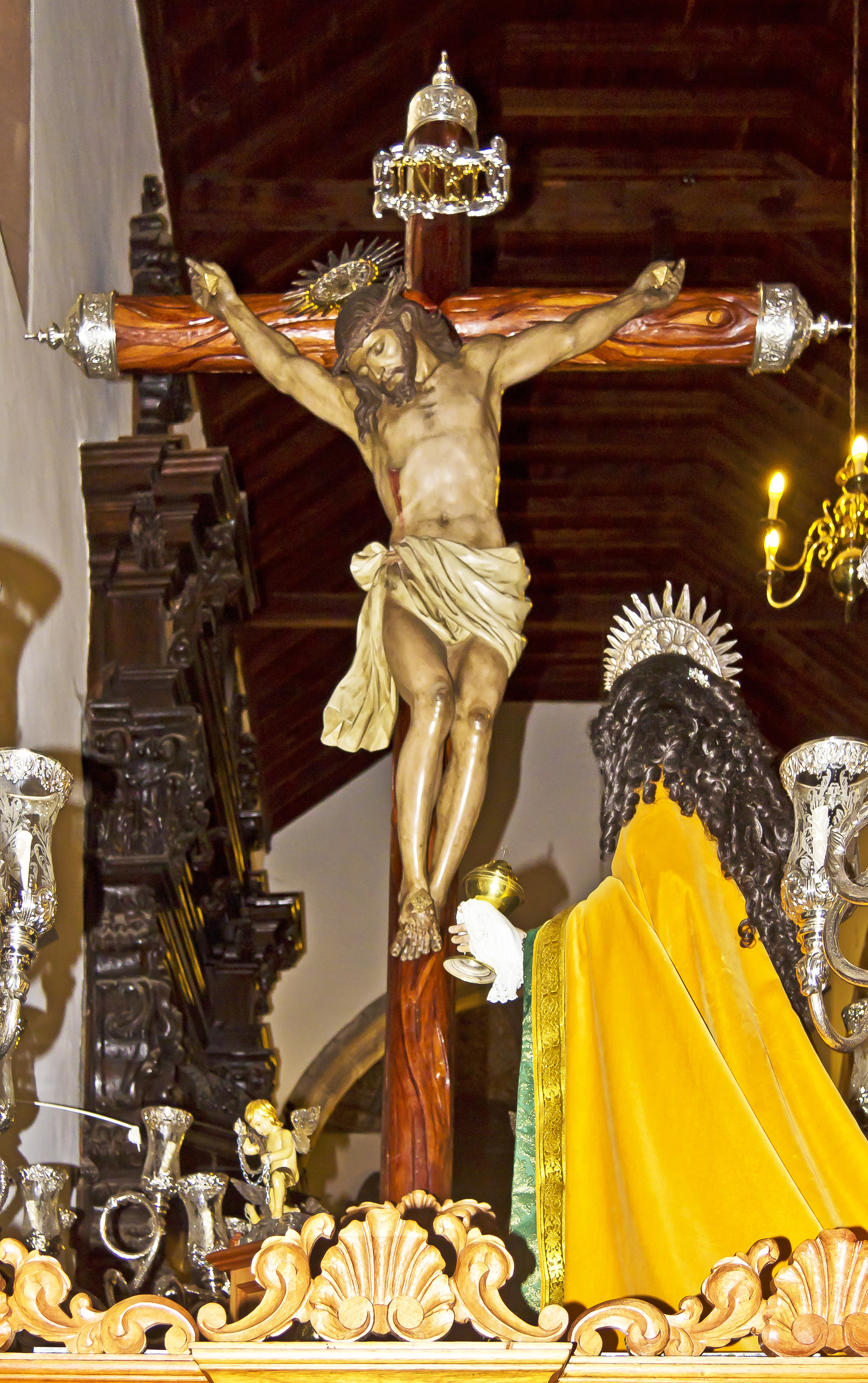
Paso del Cristo del Amor Misericordioso y Magdalena

Das Kruzifix wurde im Jahr 1828 von dem Bildhauer Fernando Estévez geschaffen. Es steht im Kapitelsaal der Kathedrale. Der Paso steht unter der Obhut der Hermandad del Cristo del Amor Misericordioso y Servidores del Templo. Die Feier mit der anschließenden Prozession findet um 19:00 Uhr in der Kathedrale statt.
- El Señor del Huerto de los Olivos

Der Paso Jesus im Garten Getsemani (El Señor del Huerto de los Olivos) setzt sich aus Skulpturen verschiedener Künstler und verschiedener Zeiten zusammen. Die drei Apostel Petrus, Johannes und Jakobus sind Arbeiten von Rodríguez de la Oliva aus der Mitte des 18. Jahrhunderts. Die Christusfigur wurde gegen 1805 von Luján Pérez geschaffen. Der große Engel stammt von Ezequiel de León aus der zweiten Hälfte des 20. Jahrhunderts. Die Figuren stehen im Kloster Santa Clara. Der Paso steht unter der Obhut des Venerable Orden Tercera Franciscana und der Hermandad Franciscana de la Oración en el Huerto.
Die Feier mit der anschließenden Prozession findet um 19:30 Uhr in der Kirche des Monasterio de Santa Clara statt.
- Las Insignias de la Pasión y Soledad de María Santísima

Die Figur der Soledad de María Santísima stammt aus der ersten Hälfte des 18. Jahrhunderts. Sie wurde 1966 von Ezequiel de León restauriert. Das Kreuz wurde von dem Goldschmied Agustín Guerra Molina geschaffen während die Leiter und die Lanze von dem Goldschmied Ventura Alemán stammen.
Die Kunstwerke stammen aus dem Kloster Santa Catalina de Siena. Der Paso steht unter der Obhut der Cofradía de las Insignias de la Pasión del Señor y la Soledad de María Santísima. Die Feier mit der anschließenden Prozession findet um 19:30 Uhr in der Kirche des Monasterio de Santa Catalina de Siena statt.

### Dienstag der Karwoche
- Las Lágrimas de San Pedro y Nuestra Señora de Los Dolores

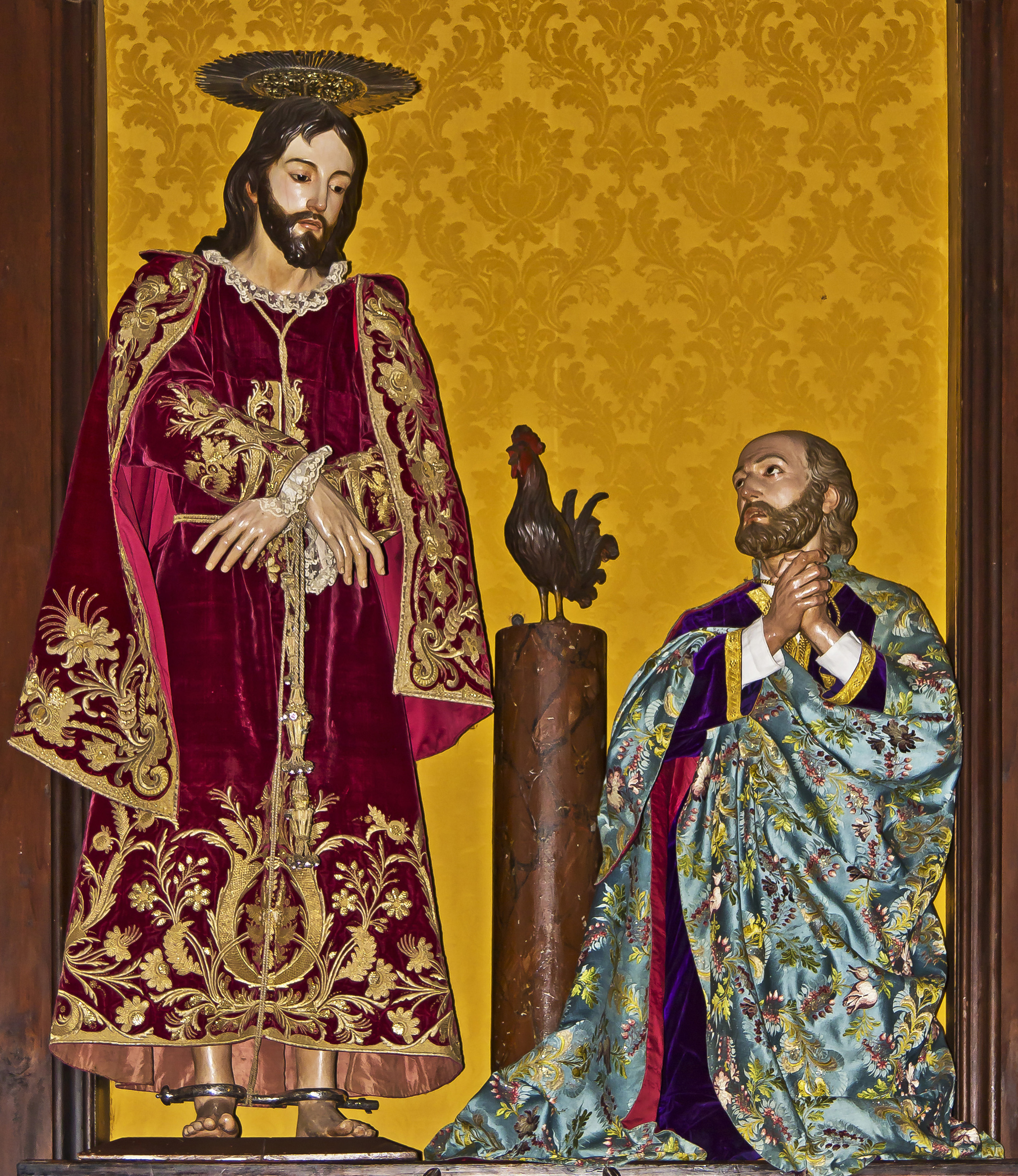
Paso de las lágrimas de San Pedro

Der Paso besteht einerseits aus der Skulpturengruppe des Señor maniatado, der wegen seiner Fußfesseln auch Señor de los Grillos genannt wird, und des büßenden Petrus. Beide Figuren wurden 1823 von Fernando Estévez geschaffen. Andererseits nimmt die Skulptur der Señora de los Dolores des Bildhauers José Luján Pérez, die bereits bei der Prozession am Gründonnerstag zu sehen war, ein weiteres Mal teil. Die Figuren stammen aus der Iglesia de la Concepción. Der Paso steht unter der Obhut der Hermandad del Santísimo de la Concepción y la Cofradía del Santísimo Cristo del Rescate y Nuestra Señora de los Dolores. Die Feier mit der anschließenden Prozession findet um 11:00 Uhr in der Parroquia Matriz de Nuestra Señora de la Concepción statt.
- Señor Atado a La Columna, Santísimo Cristo de Los Remedios und Nuestra Señora de Las Angustias

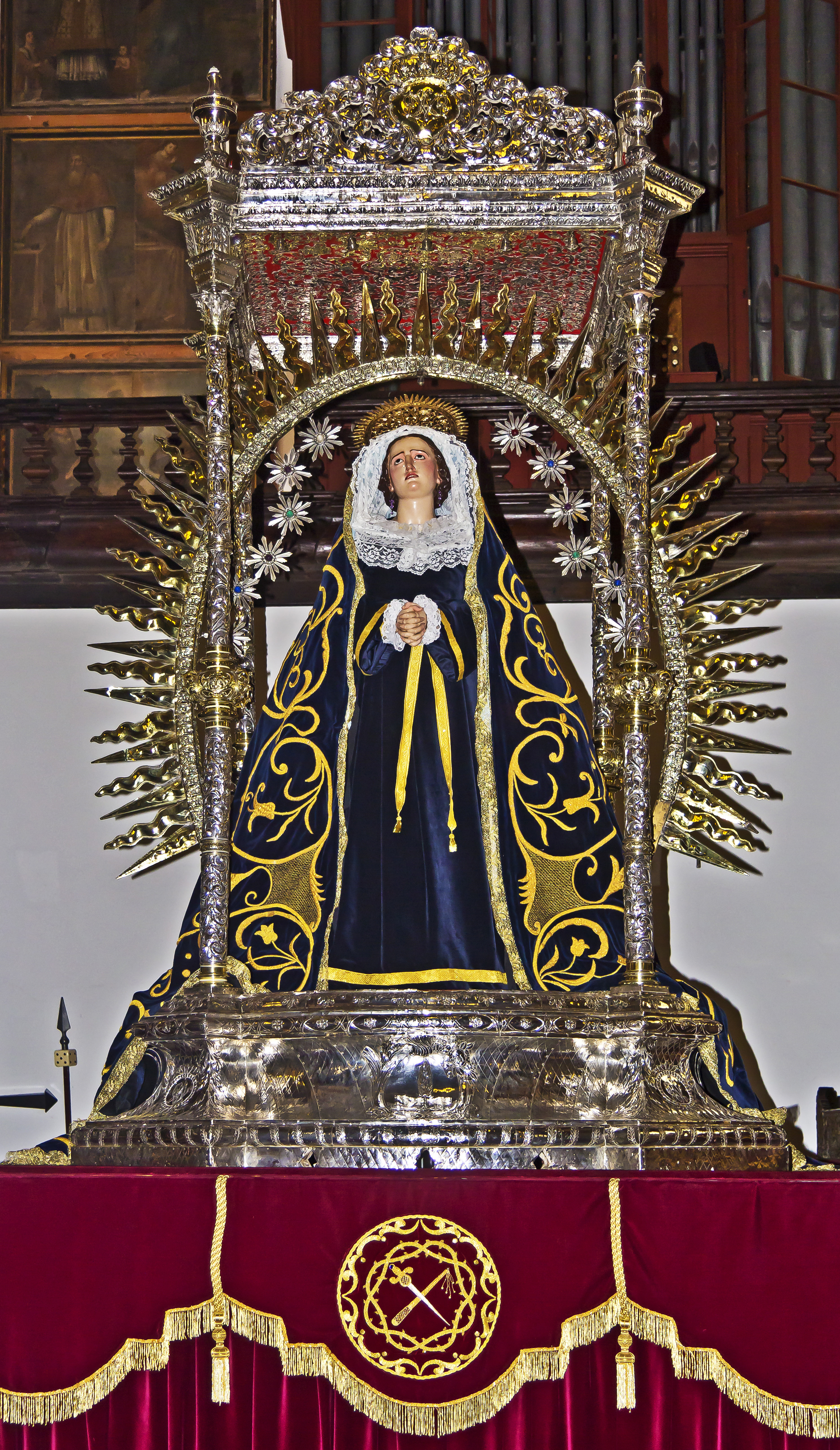
Paso de Nuestra Señora de las Angustias

Der Paso besteht aus drei unterschiedlichen Kunstwerken der Kirche Nuestra Señora de los Remedios, die bereits vor der Umwandlung der Pfarrkirche in eine Kathedrale großes Ansehen genossen.
Die Skulptur des an die Säule gefesselten Christus (Señor Atado a La Columna) wird dem genueser Bildhauer Pietro Galleano (1687–1761) zugeschrieben. Es befindet sich seit dem 6. Juni 1756 in der Kirche.
Das Kruzifix des Cristo de los Remedios gilt als eines der ältesten Kunstwerke der Kathedrale. Es stammt vermutlich aus der Mitte des 16. Jahrhunderts. Es bildet den oberen Teil des Hauptaltars.
Die Holzskulptur der Señora de los Angustias ist keine komplett ausgearbeitete Figur. Teile, die von den Textilien verdeckt sind, wurden von dem Schöpfer des Werkes nicht ausgearbeitet. Der aus Sevilla stammende Meister Gabriel de Astorga (1805–1884) schuf die Figur etwa um 1863. Sie wurde am 9. Oktober 1888 in der Kathedrale aufgestellt.
Der Paso steht unter der Obhut der Cofradía de la Flagelación de nuestro Señor Jesucristo, Santísimo Cristo de los Remedios y Nuestra Señora de las Angustias. Die Feier mit der anschließenden Prozession findet um 19:00 Uhr in der Kathedrale statt.

### Mittwoch der Karwoche
- Verónica y la Santa Faz

Der Paso Verónica y la Santa Faz (Veronika und das Heilige Gesicht) besteht aus mehreren Skulpturen der Kirche San Benito Abad.
Die Skulptur der Verónica wurde von dem in Sevilla arbeitenden Juan Ventura (Juan Antonio González García geb. 1954) geschaffen. Die Christusfigur stammt von Ezequiel de Léon Domínguez. Der Paso steht unter der Obhut der Cofradía Penitencial de Verónica y la Santa Faz. Die Feier mit der anschließenden Prozession findet um 18:00 Uhr in der Parroquia de San Benito Abad statt.
- Nuestro Padre Jesús Nazareno y Nuestra Señora de La Soledad

Die Skulptur des kreuztragenden Christus ist ursprünglich eine Arbeit, die 1901 in der Werkstatt Casa Burillo in Valencia geschaffen wurde. Nach dem Brand in der Kirche San Agustín wurde sie von Agustín Guerra Molina restauriert. Dabei wurden neue Hände von Ezequiel de Léon Domínguez verwendet. Die Figur Nuestra Señora de la Soledad konnte bei dem Brand 1964 nahezu unbeschädigt aus der Kirche San Agustín gerettet werden. Sie ist ein Werk von Rodríguez de la Oliva.
Der Paso steht unter der Obhut der Cofradía de Nuestro Padre Jesús Nazareno, Nuestra Señora de la Soledad. Die Feier mit der anschließenden Prozession findet um 19:00 Uhr in der Kathedrale statt.
- Ecce Homo

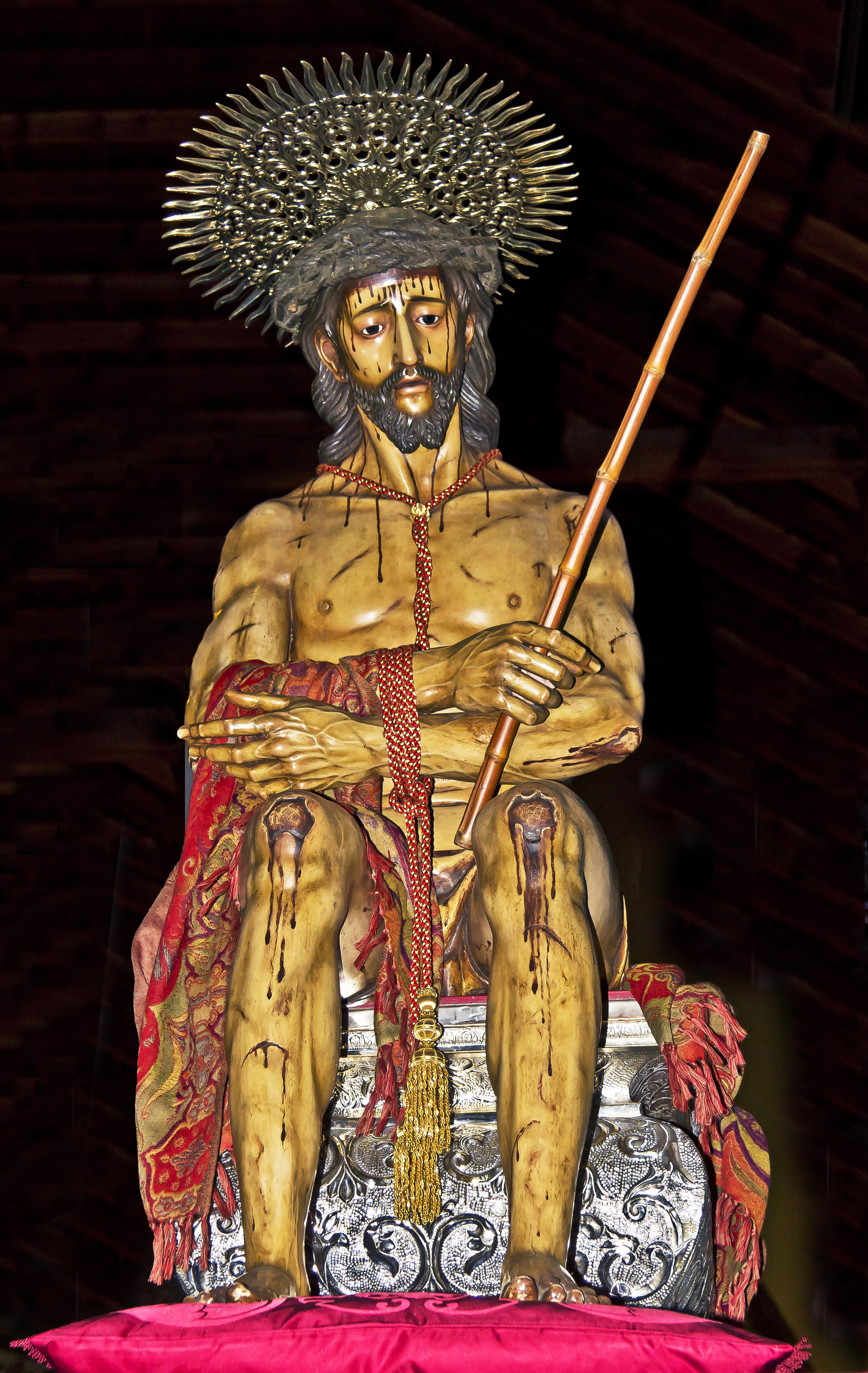
Paso del Ecce Homo

Die ursprüngliche Skulptur des Señor de la Cañita wird Rodríguez de la Oliva zugeschrieben. Nach dem Brand in der Kirche San Agustín schuf Ezequiel de Léon Domínguez eine Nachbildung die dem Original sehr nahe kommen soll. Die Figur steht heute in der Kathedrale. Der Paso steht unter der Obhut der Muy Antigua y Venerable Hermandad de la Sangre de Cristo y de la Santa Cruz. Die Feier mit der anschließenden Prozession findet um 19:00 Uhr in der Kathedrale statt.

### Gründonnerstag
- Santa Cena

Der Paso besteht seit 1664. Es handelte sich dabei um eine Arbeit des aus Garachico stammenden Künstlers Antonio de Orbarán. Die Figuren des Petrus, des Jakobus und des Johannes wurden im 18. Jahrhundert von dem Bildhauer und Maler Rodríguez de la Oliva neu geschaffen. Die Figuren werden in verschiedenen Privathäusern der Mitglieder der Hermandad del Santísimo aufbewahrt. Der Paso steht unter der Obhut der Hermandad del Santísimo de la Santa Iglesia Catedral. Die Feier mit der anschließenden Prozession findet um 20:00 Uhr in der Kathedrale statt.
- Santísimo Cristo de La Humildad y Paciencia

Die Figur des Santísimo Cristo de La Humildad y Paciencia wird seit 1653 in einer Prozession mitgeführt. Sie wurde vermutlich um 1640 von Antonio de Orbarán geschaffen. Sie steht in der Iglesia de Santo Domingo. Der Paso steht unter der Obhut der Hermandad de la Humildad y Paciencia y Santo Entierro. Die Prozession beginnt gemeinsam mit anderen um 19:30 Uhr an der Parroquia de Santo Domingo.
- Santos Varones y la Magdalena

Die Skulptur der Maria Magdalena ist vermutlich eine Arbeit von Fernando Estévez. Ihm werden auch die Figuren des Nikodemus und des Josef von Arimathäa zugeschrieben. Die Skulptur zeigt viele stilistische Merkmale die eine Autorschaft des Bildhauers Rodríguez de la Oliva nahelegen. Die 1964 in Utrera in der Provinz Sevilla geborene Bildhauerin Encarnación Hurtado Molina hat die Figur Nuestra Señora del Mayor Dolor geschaffen. Der Paso steht unter der Obhut der Cofradía Penitencial de la Unción y Mortaja del Cristo. Die Prozession beginnt gemeinsam mit anderen um 19:30 Uhr an der Parroquia de Santo Domingo.
- Soledad de Santo Domingo

Der Schöpfer der vermutlich im 16. Jahrhundert in Sevilla entstandenen Skulptur der Nuestra Señora de la Soledad ist unbekannt. Der Paso steht unter der Obhut der Venerable Hermandad del Rosario. Die Prozession beginnt gemeinsam mit anderen um 19:30 Uhr an der Parroquia de Santo Domingo.
- Calvario

Der Paso Calvario wird von sechs Skulpturen gebildet, die aus unterschiedlichen Stilepochen stammen. Die Kreuzigungsszene stammt von Francisco Alonso de la Raya der in Garachico tätig war.
Die Originalskulpturen der Dolorosa, des San Juan und der Magdalena waren in einem Zustand, dass sie nicht mehr restauriert werden konnten. Der Bildhauer und Restaurator Ezequiel de León Domínguez schuf daher den Originalen sehr nahe kommende Kopien. Die Figuren stammen aus der Kirche und dem
Calvario de San Lázaro. Der Paso steht unter der Obhut der Venerable Hermandad Sacramental de San Lázaro y Cofradía Penitencial del Santísimo Cristo del Calvario y María Santísima de los Dolores. Die Prozession beginnt um 21:00 Uhr an der Parroquia de San Lázaro.

### Karfreitag
- Santísimo Cristo de La Laguna

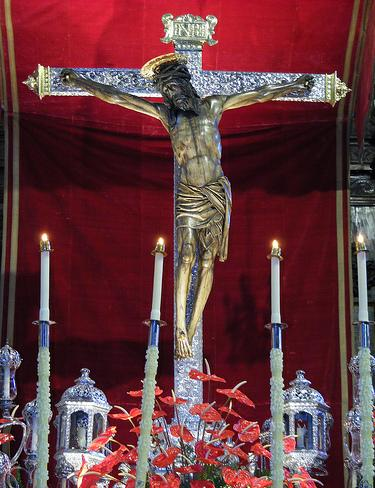
Paso del Santísimo Cristo de La Laguna

Die Skulptur des Santísimo Cristo wurde vermutlich gegen 1514 von dem flämischen Künstler Louis Der Vule geschaffen. Sie befindet sich seit 1520 auf der Insel Teneriffa. Mitte des 17. Jahrhunderts wurde das einfache Holzkreuz, dass heute im Kloster Santa Clara aufbewahrt wird, durch ein mit Silber verkleidetes Kreuz ersetzt. Der Paso steht unter der Obhut der Real y Venerable Esclavitud del Santísimo Cristo de La Laguna. Die Feierlichkeiten im Real Santuario del Santísimo Cristo de La Laguna beginnen bereits in der Nacht von Gründonnerstag auf Karfreitag um 1:30. Die Prozessionen beginnen um 4:00 Uhr am Real Santuario del Santísimo Cristo de La Laguna.
- La Dolorosa, San Juan y la Magdalena

Die drei Skulpturen, wurden 1810 nach einem Brand in dem ehemaligen Kloster San Francisco in das Kloster Santa Clara gebracht. Sie wurden vermutlich etwa Mitte des 18. Jahrhunderts in Amerika geschaffen. Der Paso nimmt an der Prozession des Santísimo Cristo teil. Der Paso steht unter der Obhut der Pontificia, Real y Venerable Esclavitud del Santísimo Cristo de La Laguna.
- La Piedad

Die Christusfigur wurde um 1686 von Lázaro González de Ocampo geschaffen. Die Arme der Skulptur sind mit Leinenstreifen am Körper befestigt. In vergangener Zeit wurde sie auch für eine Kreuzabnahme verwendet. Der Schöpfer der Marienfigur ist unbekannt. Die Gruppe steht in der Iglesia de la Concepción. Der Paso steht unter der Obhut der Cofradía de Nuestra Señora de la Piedad y del Lignum Crucis. Die Prozession beginnt um 11:00 Uhr an der Parroquia Matriz de Nuestra Señora de La Concepción.
- Santísimo Cristo Difunto

Die Skulptur des Santísimo Cristo Difunto befindet sich seit 1591 in der Parroquia de Santo Domingo de Guzmán, der Kirche des ehemaligen Dominikanerklosters. Der Schöpfer der Arbeit ist nicht bekannt. Die Figur liegt einem baldachinartigen Sarg aus Silber, der im Jahr 1732 angefertigt wurde. Die Silberglöckchen wurden 1814 hinzugefügt. Der Paso steht unter der Obhut der Cofradía de Penitentes de la Misericordia. In der Prozession, die um 16:15 von der Parroquia de Santo Domingo de Guzmán ausgeht, wird der Señor Difunto zur Kathedrale gebracht, von wo aus er in der Procesión del Silencio in der Nacht wieder zurückgebracht wird. An der Prozession nehmen traditionell eine Eskorte der Lokalpolizei, der Stadtrat und wichtige Vertreter von Institutionen, Behörden und dem Militär teil.

### Karsamstag
- Nuestra Señora de La Soledad

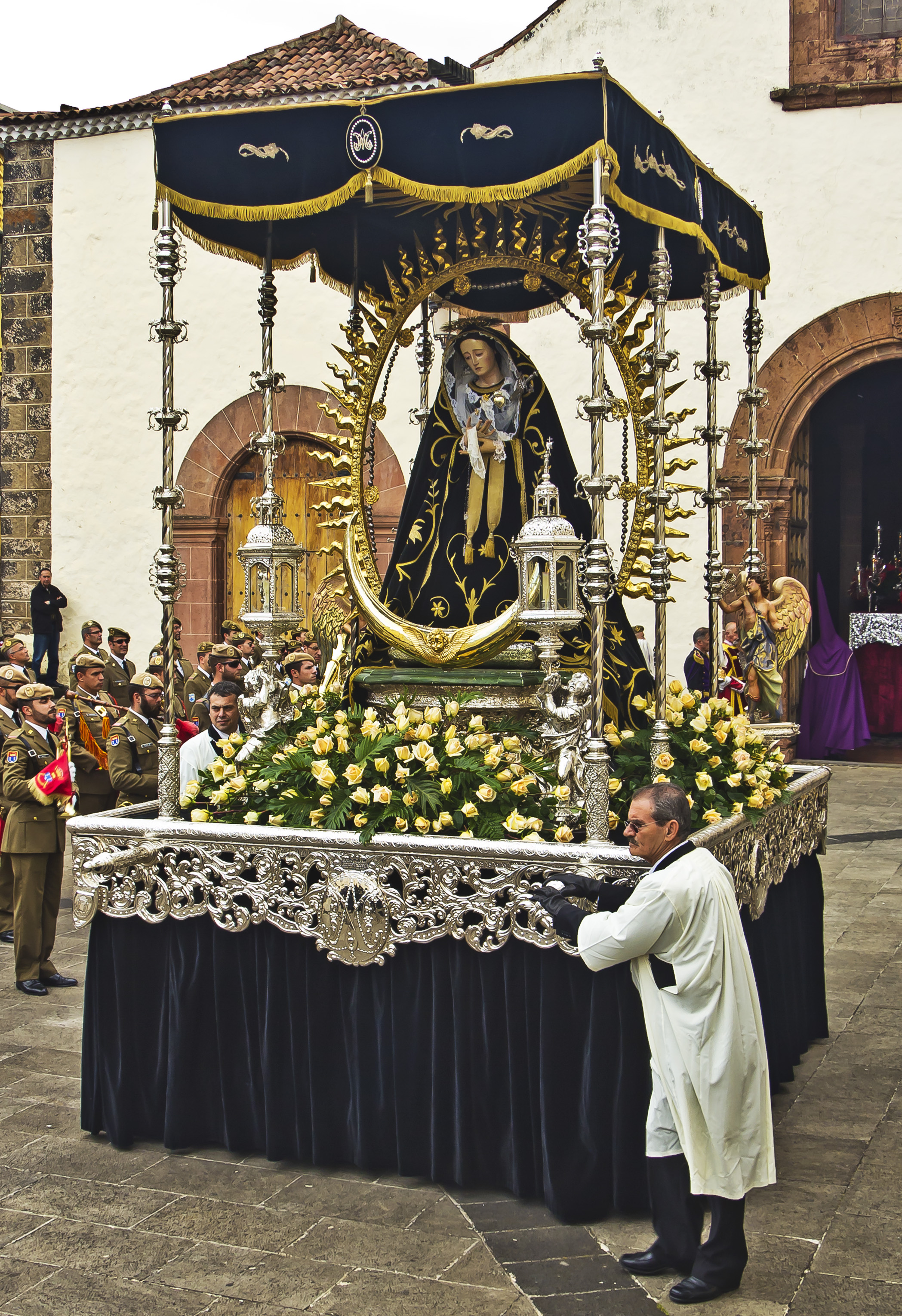
Paso de Nuestra Señora de La Soledad

Die Skulptur der Nuestra Señora de La Soledad wurde am Ende des 16. Jahrhunderts in Sevilla geschaffen. Das Gesicht wurde allerdings wohl verändert. Sie steht in der Parroquia de Santo Domingo de Guzmán, der Kirche des ehemaligen Dominikanerklosters. Die Prozession wird von der Venerable Hermandad del Santísimo Rosario, Nuestra Señora de la Soledad y Santísimo Cristo Resucitado durchgeführt. Die Prozession beginnt um 19:00 Uhr an der Parroquia de Santo Domingo de Guzmán.

### Ostersonntag
- Santísimo Cristo Resucitado

Der Paso der Auferstehung (Santísimo Cristo Resucitado) besteht aus drei Skulpturen: Dem auferstandenen Christus, einem Engel und einem Soldaten. Die Figuren wurden im Jahr 2004 von dem 1972 in Córdoba geborenen Manuel Luque Bonillo geschaffen. Sie stehen in der Parroquia de Santo Domingo de Guzmán, der Kirche des ehemaligen Dominikanerklosters. Der Paso steht unter der Obhut der Venerable Hermandad del Santísimo Rosario, Nuestra Señora de la Soledad y Santísimo Cristo Resucitado. Die Prozession beginnt um 7:30 Uhr an der Parroquia de Santo Domingo de Guzmán.

## Procesión Magna
Die große Prozession findet am Karfreitag um 17:00 Uhr statt. Sie beginnt mit dem Auszug aller Bruderschaften mit ihren Pasos aus der Kathedrale. Den Abschluss der Prozession bilden der Bischof mit dem Domkapitel, dem Vorstand der Vereinigungen der Bruderschaften sowie dem Stadtrat und den Vertreter der staatlichen und militärischen Verwaltung der Insel. Die Reihenfolge der Pasos richtet sich nach dem zeitlichen Ablauf der Ereignisse wie sie im Neuen Testament dargestellt werden:
- 1  Paso de la entrada de Jesús en Jerusalén (Einzug Jesu in Jerusalem)
- 2  Paso de la Santa Cena (Abendmahl)
- 3  Paso del Señor en el huerto de los olivos (Jesus im Garten Getsemani)
- 4  Paso de las lágrimas de San Pedro (Tränen des Heiligen Petrus)
- 5  Paso de la Dolorosa (Schmerzensmutter)
- 6  Paso del Señor atado a la columna (an die Säule gefesselter Christus)
- 7  Paso de Nuestra Señora de las Angustias (Unsere liebe Frau der Bekümmernis)
- 8  Paso del Ecce Homo
- 9  Paso de Nuestro Padre Jesús de la Sentencia (Urteilsspruch)
- 10 Paso de María Santísima de la Amargura (Heiligste Maria der Verbitterung)
- 11 Paso de Nuestro Padre Jesús Nazareno (kreuztragender Jesus)
- 12 Paso de Nuestra Señora de la Soledad (Unsere liebe Frau von der Einsamkeit)
- 13 Paso del Santísimo Cristo de las Caídas (Christus fällt zum dritten Mal)
- 14 Paso de la Verónica y la Santa Faz (Schweißtuch der Veronika)
- 15 Paso del Santísimo Cristo de la Humildad y Paciencia (Christus der Demut und Geduld)
- 16 Paso del Santísimo Cristo del Amor Misericordioso (Christus der barmherzigen Liebe)
- 17 Paso del Santísimo Cristo del Calvario (Christus am Kalvarienberg)
- 18 Paso de la Dolorosa, San Juan y la Magdalena (Die Schmerzensmutter, Sankt Johannes und Magdalena)
- 19 Paso del Santísimo Cristo de La Laguna (Christus von La Laguna)
- 20 Paso de La Piedad (Pietà)
- 21 Paso de las Insignias de la Pasión (Leidenswerkzeuge)
- 22 Paso de Nuestra Señora del Mayor Dolor, los Santos Varones, San Juan y la Magdalena (Unsre liebe Frau von den größten Schmerzen, Nikodemus und Josef von Arimathäa, Sankt Johannes und Magdalena)
- 23 Paso del Santísimo Cristo Difunto (toter, liegender Christus)
- 24 Paso de Nuestra Señora de la Soledad (Unsere liebe Frau von der Einsamkeit)

## Procesión del Silencio
In der Stillen Prozession die am Karfreitag um 22:00 von der Kathedrale ausgeht und an der alle Bruderschaften teilnehmen, wird der Santísimo Cristo Difunto zur Dominikanerkirche gebracht.
Während der Stillen Prozession wird in der Innenstadt von La Laguna die Straßenbeleuchtung abgestellt. Die Bevölkerung wird aufgerufen jede Art von Beleuchtung, die auf dem Prozessionsweg wahrzunehmen ist, auszuschalten. Ein Teil der Bruderschaften ist mit Kerzen oder Laternen ausgerüstet. An der Prozession sind keine Musikkapellen beteiligt; teilweise wird der Takt mit Trommeln vorgegeben. Bruderschaften die ihre Pasos tragen und nicht auf Wagen bewegen, stellen ein Gleichmaß der Fortbewegung durch rhythmisches Aufstampfen ihrer Stäbe her.